# Ольмо, Дани
Даниэ́ль О́льмо Карваха́ль (исп. и кат. Daniel Olmo Carvajal; род. 7 мая 1998, Тарраса, Каталония) — испанский футболист, атакующий полузащитник клуба «Барселона» и сборной Испании. Серебряный призёр летних Олимпийских игр 2020 в Токио и участник чемпионата Европы 2020, чемпионата мира 2022 годов и победитель чемпионата Европы 2024 года. Обладатель «Золотой бутсы» чемпионата Европы 2024.

## Клубная карьера
Дани Ольмо родился в 7 мая 1998 года в Террасе. Этот город входит в регион столицы Каталонии. Начинал заниматься футболом в школе «Эспаньола», а в возрасте девяти лет попал в академию «Барселоны». В 16 лет перешёл в хорватский клуб «Динамо Загреб». 7 февраля 2015 года в матче против загребского «Локомотива» он дебютировал в Первой лиге Хорватии, заменив во втором тайме Паулу Машаду. 27 мая 2017 года в поединке против «Риеки» Дани забил свой первый гол за «Динамо». В сезоне 2018/19 Ольмо забил восемь голов и сделал три голевые передачи в 25 матчах чемпионата. Его признали игроком года в Хорватии. В составе клуба игрок 5 раз выиграл чемпионат и трижды завоевал Кубок Хорватии.
25 января 2020 года Ольмо перешёл в немецкий «РБ Лейпциг», подписав контракт на четыре года. Стороны не разгласили сумму трансфера. 1 февраля в матче против мёнхенгладбахской «Боруссии» (2:2) он дебютировал в Бундеслиге. 15 февраля выполнил первое результативное действие за клуб — отдал ассист на Патрика Шика в матче с «Вердером» (3:0), подавая мяч с углового. На разгромную победу над «Шальке-04» (0:5) и ничью с «Байером» (1:1) не вышел и остался на скамейке запасных. 7 марта сыграл в ничейном матче с «Вольфсбургом» (0:0) и отметился лишь жёлтой карточкой. 1 июня в поединке против «Кёльна» Дани забил свой первый гол за «РБ Лейпциг».
9 августа 2024 года пресс-служба «Барселоны» объявила о заключении шестилетнего контракта с Ольмо с отступными в €60 млн, сумма трансфера при этом не сообщалась. В конце декабря стало известно, что Ла Лига отказала «Барселоне» в регистрации Ольмо на вторую половину сезона. Апелляции клуба успехом не увенчались — лига запретила Дани Ольмо играть за «Барселону» с 1 января 2025 года. 8 января после длительных разбирательств Ольмо и другому игроку «Барселоны» — Пау Виктору — было дано временное разрешение на игру за команду.

## Карьера в сборной
В 2015 году Дани попал в заявку юношеской сборной Испании на участие в юношеском чемпионате Европы в Болгарии. На турнире он сыграл в матчах против сборных Австрии, Болгарии, Хорватии и Германии.
В 2019 году Ольмо в составе молодёжной сборной Испании выиграл молодёжный чемпионат Европы в Италии. На турнире он принял участие в матчах против команд Бельгии, Польши, Франции и Германии. В поединках против немцев, французов и бельгийцев Дани забил по голу.
15 ноября 2019 года отборочном матче чемпионата Европы 2020 против сборной Мальты Ольмо дебютировал за сборную Испании. В этом же поединке он забил свой первый гол за национальную команду.
В 2021 году Ольмо стал полуфиналистом чемпионата Европы 2020. На турнире он сыграл в матче против сборных Швеции, Польши, Италии, Хорватии и Швейцарии.
В 2022 году Ольмо принял участие в чемпионате мира в Катаре. На турнире он сыграл в матчах против сборных Марокко, Коста-Рики, Германии и Японии. В поединке против коста-риканцев Дани забил гол.
В 2024 году Ольмо стал победителем чемпионата Европы 2024 года. На турнире он сыграл в матчах против сборных Хорватии, Албании, Грузии, Германии, Франции и Англии. В поединках против грузин, немцев и французов Дани забил три гола и стал лучшим бомбардиром первенства.

### Голы за сборную Испании
| #   | Дата            | Место                                               | Противник  | Счёт | Результат | Соревнование                       |
| --- | --------------- | --------------------------------------------------- | ---------- | ---- | --------- | ---------------------------------- |
| 1.  | 15 ноября 2019  | Нуэво Мирандилья, Кадис, Испания                    | Мальта     | 5:0  | 7:0       | Чемпионат Европы 2020 квалификация |
| 2.  | 28 марта 2021   | Динамо-Арена имени Бориса Пайчадзе, Тбилиси, Грузия | Грузия     | 1:2  | 1:2       | Чемпионат мира 2022 квалификация   |
| 3.  | 31 марта 2021   | Олимпийский стадион, Севилья, Испания               | Косово     | 1:0  | 3:1       | Чемпионат мира 2022 квалификация   |
| 4.  | 26 марта 2022   | Корнелья-Эль Прат, Барселона, Испания               | Албания    | 2:1  | 2:1       | Товарищеский матч                  |
| 5.  | 23 ноября 2022  | Эль-Тумама, Доха, Катар                             | Коста-Рика | 1:0  | 7:0       | Чемпионат мира 2022                |
| 6.  | 25 марта 2023   | Ла-Росаледа, Малага, Испания                        | Норвегия   | 1:0  | 3:0       | Чемпионат Европы 2024 квалификация |
| 7.  | 8 сентября 2023 | Динамо-Арена имени Бориса Пайчадзе, Тбилиси, Грузия | Грузия     | 0:3  | 1:7       | Чемпионат Европы 2024 квалификация |
| 8.  | 26 марта 2024   | Сантьяго Бернабеу, Мадрид, Испания                  | Бразилия   | 2:0  | 3:3       | Товарищеский матч                  |
| 9.  | 30 июня 2024    | Рейн Энерги, Кёльн, Германия                        | Грузия     | 4:1  | 4:1       | Чемпионат Европы 2024              |
| 10. | 5 июля 2024     | МХП-Арена, Штутгарт, Германия                       | Германия   | 1:0  | 2:1       | Чемпионат Европы 2024              |
| 11. | 9 июля 2024     | Альянц Арена, Мюнхен, Германия                      | Франция    | 2:1  | 2:1       | Чемпионат Европы 2024              |

## Статистика
| Выступление      | Выступление      | Выступление      | Лига | Лига | Кубки | Кубки | Еврокубки | Еврокубки | Итого | Итого |
| Клуб             | Лига             | Сезон            | Игры | Голы | Игры  | Голы  | Игры      | Голы      | Игры  | Голы  |
| ---------------- | ---------------- | ---------------- | ---- | ---- | ----- | ----- | --------- | --------- | ----- | ----- |
| Динамо (Загреб)  | Первая лига      | 2014/15          | 5    | 0    | 0     | 0     | 0         | 0         | 5     | 0     |
| Динамо (Загреб)  | Первая лига      | 2015/16          | 1    | 0    | 1     | 1     | 0         | 0         | 2     | 1     |
| Динамо (Загреб)  | Первая лига      | 2016/17          | 14   | 1    | 4     | 3     | 0         | 0         | 18    | 4     |
| Динамо (Загреб)  | Первая лига      | 2017/18          | 26   | 8    | 5     | 1     | 2         | 0         | 33    | 9     |
| Динамо (Загреб)  | Первая лига      | 2018/19          | 25   | 8    | 3     | 1     | 16        | 3         | 44    | 12    |
| Динамо (Загреб)  | Первая лига      | 2019/20          | 9    | 3    | 2     | 0     | 11        | 5         | 22    | 8     |
| Динамо (Загреб)  | Итого            | Итого            | 80   | 20   | 15    | 6     | 29        | 8         | 124   | 34    |
| РБ Лейпциг       | Бундеслига       | 2019/20          | 12   | 3    | 1     | 1     | 2         | 1         | 15    | 5     |
| РБ Лейпциг       | Бундеслига       | 2020/21          | 32   | 5    | 6     | 1     | 8         | 1         | 46    | 7     |
| РБ Лейпциг       | Бундеслига       | 2021/22          | 19   | 3    | 4     | 1     | 8         | 0         | 31    | 4     |
| РБ Лейпциг       | Бундеслига       | 2022/23          | 23   | 2    | 5     | 3     | 3         | 0         | 31    | 5     |
| РБ Лейпциг       | Бундеслига       | 2023/24          | 21   | 4    | 1     | 3     | 3         | 1         | 25    | 8     |
| РБ Лейпциг       | Итого            | Итого            | 107  | 17   | 17    | 9     | 24        | 3         | 148   | 29    |
| Барселона        | Примера          | 2024/25          | 23   | 9    | 5     | 0     | 9         | 2         | 37    | 11    |
| Барселона        | Итого            | Итого            | 23   | 9    | 5     | 0     | 9         | 2         | 37    | 11    |
| Всего за карьеру | Всего за карьеру | Всего за карьеру | 210  | 46   | 37    | 15    | 62        | 13        | 309   | 74    |

## Достижения

### Командные
«Динамо» Загреб
- Чемпион Хорватии (5): 2014/15, 2015/16, 2017/18, 2018/19, 2019/20
- Обладатель Кубка Хорватии (3): 2014/15, 2015/16, 2017/18
- Обладатель Суперкубка Хорватии: 2019

«РБ Лейпциг»
- Обладатель Кубка Германии (2): 2021/22, 2022/23
- Обладатель Суперкубка Германии: 2023

«Барселона»
- Чемпион Испании: 2024/25
- Обладатель Кубка Испании: 2024/25
- Обладатель Суперкубка Испании: 2025

Сборная Испании
- Чемпион Европы: 2024
- Победитель Лиги Наций УЕФА: 2022/23[47]
- Победитель молодёжного чемпионата Европы: 2019

### Личные
- Вошёл в состав символической сборной молодежного чемпионата Европы: 2019[48]
- Лучший бомбардир чемпионата Европы: 2024 (3 гола)[49]
- Вошёл в состав символической сборной чемпионата Европы: 2024[50]